# Liga Campionilor CAF
Liga Campionilor CAF este principala competiție internațională anuală de fotbal la nivel de club organizată de Confederația Africa de Fotbal (CAF). Din motive de sponsorizare numele oficial este Orange CAF Champions League. Câștigătorii iau parte la Campionatul Mondial al Cluburilor FIFA.

## Istoria

### Începuturile
Prima ediție s-a disputat în anul 1964 și a fost câștigată de echipa cameruneză Oryx Douala, care a învins în finală Stade Malien din Mali, cu scorul de 2-1 într-o finală diputată într-o singură manșă. În acest sezon competiția a purtat numele de „Cupa Campionilor Africii”. Inițial, la competiție, participau toate campioanele CAF acestea jucau pe parcursul a 12 luni într-un turneu eliminatoriu direct cu confruntări organizate tur-retur.
Turneul nu s-a mai disputat în anul următor, iar acesta s-a reluat de-abia în 1966, când s-a introdus sistemul tur-retur pentru finala competiției, la care a participat din nou o echipă din Mali, AS Real Bamako și o echipă ivoriană, Stade Abidjan. În meciul de acasă cei de la AS Real Bamako s-au impus cu scorul de 3 - 1, dar în meciul de la Abidjan gazdele au întors soarta finalei reușind să câștige cu scorul de 4 - 1, la general 5 - 4, și să își adjudece trofeul.
Competiția a fost atinsă de scandal în următorul an când în finala dintre Asante Kotoko (Ghana) și TP Mazembe (RD Congo) ambele meciuri s-au încheiat la egalitate 1 - 1 și 2 - 2. CAF a sugerat un playoff pentru a rezolva impasul dar ghanezii au refuzat și titlul a fost acordat celor de la  TP Mazembe,care au reușit să câștige competiția și în anul următor.
În cele din urmă ghanezii și-au luat revanșa în finala sezonului din 1970, când s-au întâlnit din nou cu cei de la Mazembe.Primul meci s-a terminat egal 1 - 1, dar cei de la Asante Kotoko au reușit, surprinzător, să se impună în deplasare cu scorul de 2 - 1 și să ridice trofeul ce le-a scăpat trei ani mai devreme.
Anii '70 au adus dominația remarcabilă a fotbalului camerunez, ce a pus baza dezvoltării fotbalului în Camerun. Între 1971 și 1980 formațiile cameruneze au câștigat cupa de patru ori, de trei ori prin Canon Yaounde (1971, 1978 și 1980) și o dată prin Union Douala în 1979.
Între aceste sucese cameruneze, ghanezii de la Hafia Conakry au reușit să își adjudece trofeul de trei ori (1972, 1975 și 1977).

### Dominația Africi de Nord
Deși numai două cluburi nord-africane au reușit să câștige titlul înainte de sezonul 1981 (egipteni de la al-Ismaily în 1969, și algerienii de la  MC Algiers în 1976) de atunci domină competiția câștigând 22 din cele 28 de turnee disputate de atunci până acum.
Cele mai bune echipe au fost rivalii din capitala egipteană, el Zamalek și al-Ahly. „Diavolii Roșii” din Cairo (al-Ahly) au câștigat competiția de șase ori: 1982, 1987, 2001, 2005, 2006 și 2008 (recordul competiției); pe când „Cavalerii Albi” (el Zamalek) au ridicat trofeul de cinci ori: 1984, 1986, 1993, 1996 și 2002. La aceste două echipe se mai adugă și marocani de la Raja Casablanca, care au câștigat LC CAF de trei ori: 1989, 1997 și 1999.

### Schimbări recente
În afară de introducerea reguli golului marcat în delasare, foarte puține schimbări au avut loc în formatul competiției până în 1997. În acel an CAF s-a decis să urmeze pași făcuți de UEFA, în organizarea Ligii Campionilor UEFA, și a introdus în cadrul competiției o fază a grupelor, de asemenea pentru prima dată CAF a acordat premii în bani pentru participanți. Câștigătorii au primit 1.000.000 de $, finaliști 750.000 de $, nou creata Ligă a Campionilor CAF devine de departe cea mai bogată competiție intercluburi din Africa.
În noul format, campionii din fiecare stat membru al CAF trebui să tracă de o serie de runde preliminare.În urma acestor runde preliminare rămân 8 cluburi ce sunt împărțite în două grupe unde dispută 6 meciuri în sistem tur-retur cu celelalte echipe din grupă.La final primele două echipe, din fiecare grupă, se califică în semifinale, iar învingătoarele din semifinale dispută finala.
Acest nou format al turneului a adus mai mulți bani și sponsori pentru competiție și de asemenea o acoperire tv mai mare a continentului african.

## Probleme
Programarea meciurilor, structura competiției, și stadionele sunt unele dintre problemele cu care se confruntă CAF.
Mulți cred că competiția ar trebui organizată după un program similare cu cel al Ligii Campionilor UEFA. Liga Campionilor CAF, de obicei, începe în ianuarie și se termină în noiembrie. Cele mai multe ligi naționale din Africa (dar nu toate) încep în lunile iulie, august sau septembrie și se termină în lunile aprilie, mai sau iunie. Deoarece nu toate ligile naționale nu încep în jurul același date, meciurile din această competiție sunt programate prost. Singura modalitate de a rezolva această problemă este de a coordona toate ligile naționale din Africa cu Liga Campionilor CAF.
Multe asociații naționale doresc extinderea competiției la 16 echipe în faza grupelor. Ligile naționale mai puternice cred că competiția ar fi mult mai profitabilă si ar avea succes prin acordarea de locuri suplimentare campionatelor lor.

## Structura și calificări
În 1997 Liga Campionilor CAF a înlocuiez precedenta competiție pan-africană, Cupa Campionilor Africii , acesta s-a desfășurat între 1964 și 1996.
Concursul este pentru câștigătorii tuturor ligilor naționale afiliate CAF, precum și deținătorului trofeului din sezonul precedent. Din 2004 locul secund din cele mai bine clasate 12 campionate naționale participă la competiție, ducând astfel numărul de participanți la 64 de echipe. Acest lucru s-a întâmplat deoarece Cupa CAF a fuzionat cu Cupa Cupelor CAF pentru a crea Cupa Confederației CAF. Cele 12 țări care vor primi dreptul de a înscrie o a doua echipă,în Liga Campionilor CAF, vor fi stabilite în baza unui clasament al  performanțele realizate de cluburi în ultimii 5 ani.
Liga Campionilor funcționează ca o competiție eliminatorie, cu o fază a grupelor, fiecare întâlnire (inclusiv finala) se joacă în sistem tur-retur, fiecare echipă disputând un meci acasă și unul în deplasare. Există 3 etape eliminatorii: faza preliminară, primul tur (32 echipe) și al doilea tur (16 echipe). Cele 8 echipe ce nu au fost eliminate în aș doilea tur sunt introduse în Cupa Confederației pentrtu a juca împotriva ultimelor 8 echipe din această competiție. După runda a doua, ultima 8 echipe sunt împărțite în două grupe de 4. Câștigătorul și locul secund din aceste grupe vor juca într-un semifinala pentru un loc în finală.

## Premii
Începând cu sezonul 2009 a existat o creștere a banilor pentru premierea primelor opt cluburi, după cum urmează:
| Poziția finală   | Bani acordați clubului |
| ---------------- | ---------------------- |
| 1                | 1,500,000 $            |
| 2                | 1,000,000 $            |
| semifinaliști    | 700,000 $              |
| locul 3 în grupe | 500,000 $              |
| locul 4 în grupe | 400,000 $              |

## Finale
| Finala | Campioană | Tur | Scor | Retur | Finalistă | Finala | Campioană | Tur | Scor | Retur | Finalistă |
| ------ | --------- | --- | ---- | ----- | --------- | ------ | --------- | --- | ---- | ----- | --------- |

| 2018 | Espérance Tunis  | 1 - 3 | 4 - 3 | 3 - 0 | Al Ahly         | 2019 | Espérance Tunis | 1 - 1 | 1 - 1 |       | Wydad           |
| 2016 | Mamelodi         | 3 - 0 | 3 - 1 | 0 - 1 | Zamalek         | 2017 | Wydad           | 1 - 1 | 2 - 1 | 1 - 0 | Al Ahly         |
| 2014 | Sétif ES         | 2 - 2 | 3 - 3 | 1 - 1 | Vita Club       | 2015 | Mazembe         | 2 - 1 | 4 - 1 | 2 - 0 | Alger USM       |
| 2012 | Al Ahly          | 1 - 1 | 3 - 2 | 2 - 1 | Espérance Tunis | 2013 | Al Ahly         | 1 - 1 | 3 - 1 | 2 - 0 | Orlando         |
| 2010 | Mazembe          | 5 - 0 | 6 - 1 | 1 - 1 | Espérance Tunis | 2011 | Espérance Tunis | 0 - 0 | 1 - 0 | 1 - 0 | Wydad           |
| 2008 | Al Ahly          | 2 - 0 | 4 - 2 | 2 - 2 | Coton Sport     | 2009 | Mazembe         | 1 - 2 | 2 - 2 | 1 - 0 | Heartland       |
| 2006 | Al Ahly          | 1 - 1 | 2 - 1 | 1 - 0 | Sfaxien         | 2007 | Étoile          | 0 - 0 | 3 - 1 | 3 - 1 | Al Ahly         |
| 2004 | Enyimba ✠        | 2 - 1 | 3 - 3 | 1 - 2 | Étoile          | 2005 | Al Ahly         | 0 - 0 | 3 - 0 | 3 - 0 | Étoile          |
| 2002 | Zamalek          | 0 - 0 | 1 - 0 | 1 - 0 | Raja            | 2003 | Enyimba         | 2 - 0 | 2 - 1 | 0 - 1 | Ismaily⁠(d)      |
| 2000 | Hearts of Oak    | 2 - 1 | 5 - 2 | 3 - 1 | Espérance Tunis | 2001 | Al Ahly         | 1 - 1 | 4 - 1 | 3 - 0 | Mamelodi        |
| 1998 | Mimosas          | 0 - 0 | 4 - 2 | 4 - 2 | Dynamos         | 1999 | Raja ✠          | 0 - 0 | 0 - 0 | 0 - 0 | Espérance Tunis |
| 1996 | Zamalek ✠        | 2 - 1 | 3 - 3 | 1 - 2 | Shooting        | 1997 | Raja ✠          | 1 - 0 | 1 - 1 | 0 - 1 | Ashanti Gold    |
| 1994 | Espérance Tunis  | 0 - 0 | 3 - 1 | 3 - 1 | Zamalek         | 1995 | Orlando         | 2 - 2 | 3 - 2 | 1 - 0 | Mimosas         |
| 1992 | Wydad            | 2 - 0 | 2 - 0 | 0 - 0 | Al Hilal        | 1993 | Zamalek ✠       | 0 - 0 | 0 - 0 | 0 - 0 | Asante Kotoko   |
| 1990 | Kabylie ✠        | 1 - 0 | 1 - 1 | 0 - 1 | Nkana           | 1991 | Africain        | 6 - 2 | 7 - 3 | 1 - 1 | Villa           |
| 1988 | Sétif ES         | 0 - 1 | 4 - 1 | 4 - 0 | Heartland       | 1989 | Raja ✠          | 1 - 0 | 1 - 1 | 0 - 1 | Oran MC         |
| 1986 | Zamalek ✠        | 2 - 0 | 2 - 2 | 0 - 2 | Africa Sports   | 1987 | Al Ahly         | 0 - 0 | 2 - 0 | 2 - 0 | Al Hilal        |
| 1984 | Zamalek          | 2 - 0 | 3 - 0 | 1 - 0 | Shooting        | 1985 | Rabat FAR       | 5 - 2 | 6 - 3 | 1 - 1 | Dragons         |
| 1982 | Al Ahly          | 3 - 0 | 4 - 1 | 1 - 1 | Asante Kotoko   | 1983 | Asante Kotoko   | 0 - 0 | 1 - 0 | 1 - 0 | Al Ahly         |
| 1980 | Canon            | 2 - 2 | 5 - 2 | 3 - 0 | Dragons         | 1981 | Kabylie         | 4 - 0 | 5 - 0 | 1 - 0 | Vita Club       |
| 1978 | Canon            | 0 - 0 | 2 - 0 | 2 - 0 | Hafia           | 1979 | Union Douala ✠  | 0 - 1 | 1 - 1 | 1 - 0 | Hearts of Oak   |
| 1976 | Alger MC ✠       | 0 - 3 | 3 - 3 | 3 - 0 | Hafia           | 1977 | Hafia           | 1 - 0 | 4 - 2 | 3 - 2 | Hearts of Oak   |
| 1974 | CARA Brazzaville | 4 - 2 | 6 - 3 | 2 - 1 | El Mahallah     | 1975 | Hafia           | 1 - 0 | 3 - 1 | 2 - 1 | Enugu Rangers   |
| 1972 | Hafia            | 4 - 2 | 7 - 4 | 3 - 2 | Simba           | 1973 | Vita Club       | 2 - 4 | 5 - 4 | 3 - 0 | Asante Kotoko   |
| 1970 | Asante Kotoko    | 1 - 1 | 3 - 2 | 2 - 1 | Mazembe         | 1971 | Canon &         | 0 - 3 | 1 - 0 | 2 - 0 | Asante Kotoko   |
| 1968 | Mazembe          | 5 - 0 | 6 - 4 | 1 - 4 | Étoile Filante  | 1969 | Ismaily⁠(d)      | 2 - 2 | 5 - 3 | 3 - 1 | Mazembe         |
| 1966 | Stade d'Abidjan  | 1 - 3 | 5 - 4 | 4 - 1 | Real Bamako     | 1967 | Mazembe #       | 1 - 1 |       | 2 - 2 | Asante Kotoko   |

## Câștigători și Finaliști
| Club Sportiv       | Campioni | Anii în care au câștigat                                               | Finaliști | Anii în care au pierdut      |
| Egipt              |          |                                                                        |           |                              |
| ------------------ | -------- | ---------------------------------------------------------------------- | --------- | ---------------------------- |
| Al Ahly            | 12       | 1982, 1987, 2001, 2005, 2006, 2008, 2012, 2013, 2020, 2021, 2023, 2024 | 5         | 1983, 2007, 2017, 2018, 2022 |
| Zamalek            | 5        | 1984, 1986, 1993, 1996, 2002                                           | 3         | 1994, 2016, 2020             |
| Ismaily⁠(d)         | 1        | 1969                                                                   | 1         | 2003                         |
| Piramyds           | 1        | 2025                                                                   | -         |                              |
| El Mahallah        | -        |                                                                        | 1         | 1974                         |
| RD Congo           |          |                                                                        |           |                              |
| Mazembe *          | 5        | 1967, 1968, 2009, 2010, 2015                                           | 2         | 1969, 1970                   |
| Vita Club          | 1        | 1973                                                                   | 2         | 1981, 2014                   |
| Dragons **         | -        |                                                                        | 2         | 1980, 1985                   |
| Tunisia            |          |                                                                        |           |                              |
| Espérance Tunis    | 4        | 1994, 2011, 2018, 2019                                                 | 5         | 1999, 2000, 2010, 2012, 2024 |
| Étoile du Sahel    | 1        | 2007                                                                   | 2         | 2004, 2005                   |
| Africain           | 1        | 1991                                                                   | -         |                              |
| Sfaxien            | -        |                                                                        | 1         | 2006                         |
| Maroc              |          |                                                                        |           |                              |
| Wydad              | 3        | 1992, 2017, 2022                                                       | 3         | 2011, 2019, 2023             |
| Raja               | 3        | 1989, 1997, 1999                                                       | 1         | 2002                         |
| Rabat FAR          | 1        | 1985                                                                   | -         |                              |
| Camerun            |          |                                                                        |           |                              |
| Canon              | 3        | 1971, 1978, 1980                                                       | -         |                              |
| Union Douala       | 1        | 1979                                                                   | -         |                              |
| Oryx Douala        | 1        | 1965                                                                   | -         |                              |
| Coton Sport        | -        |                                                                        | 1         | 2008                         |
| Algeria            |          |                                                                        |           |                              |
| Sétif ES           | 2        | 1988, 2014                                                             | -         |                              |
| Kabylie ***        | 2        | 1981, 1990                                                             | -         |                              |
| Alger MC           | 1        | 1976                                                                   | -         |                              |
| Alger USM          | -        |                                                                        | 1         | 2015                         |
| Oran MC ****       | -        |                                                                        | 1         | 1989                         |
| Ghana              |          |                                                                        |           |                              |
| Asante Kotoko      | 2        | 1970, 1983                                                             | 5         | 1967, 1971, 1973, 1982, 1993 |
| Hearts of Oak      | 1        | 2000                                                                   | 2         | 1977, 1979                   |
| Ashanti Gold ***** | -        |                                                                        | 1         | 1997                         |
| Nigeria            |          |                                                                        |           |                              |
| Enyimba            | 2        | 2003, 2004                                                             | -         |                              |
| Heartland ******   | -        |                                                                        | 2         | 1988, 2009                   |
| Shooting           | -        |                                                                        | 2         | 1984, 1996                   |
| Enugu Rangers      | -        |                                                                        | 1         | 1975                         |
| Africa de Sud      |          |                                                                        |           |                              |
| Mamelodi           | 1        | 2016                                                                   | 2         | 2001, 2025                   |
| Orlando            | 1        | 1995                                                                   | 1         | 2013                         |
| Kaizer Chiefs      | -        |                                                                        | 1         | 2021                         |
| Coasta de Fildeș   |          |                                                                        |           |                              |
| Mimosas            | 1        | 1998                                                                   | 1         | 1995                         |
| Stade d'Abidjan    | 1        | 1966                                                                   | -         |                              |
| Africa Sports      | -        |                                                                        | 1         | 1986                         |
| Mali               |          |                                                                        |           |                              |
| Stade Malien       | -        |                                                                        | 1         | 1965                         |
| Real Bamako        | -        |                                                                        | 1         | 1966                         |
| Uganda             |          |                                                                        |           |                              |
| Simba              | -        |                                                                        | 1         | 1972                         |
| Villa              | -        |                                                                        | 1         | 1991                         |
| Guineea            |          |                                                                        |           |                              |
| Hafia              | 3        | 1972, 1975, 1977                                                       | 2         | 1976, 1978                   |
| Congo              |          |                                                                        |           |                              |
| CARA Brazzaville   | 1        | 1974                                                                   | -         |                              |
| Sudan              |          |                                                                        |           |                              |
| Al Hilal           | -        |                                                                        | 2         | 1987, 1992                   |
| Togo               |          |                                                                        |           |                              |
| Étoile Filante     | -        |                                                                        | 1         | 1968                         |
| Zambia             |          |                                                                        |           |                              |
| Nkana              | -        |                                                                        | 1         | 1990                         |
| Zimbabwe           |          |                                                                        |           |                              |
| Dynamos            | -        |                                                                        | 1         | 1998                         |

## Trofee
| 1 | Egipt    | 16 | 10 | 26 | 7  | Ghana            | 3 | 8 | 11 | 13 | Mali     | 0 | 2 | 2 |
| 2 | Maroc    | 7  | 3  | 10 | 8  | Guineea          | 3 | 2 | 5  | 14 | Sudan    | 0 | 2 | 2 |
| 3 | Tunisia  | 6  | 7  | 13 | 9  | Nigeria          | 2 | 5 | 7  | 15 | Uganda   | 0 | 2 | 2 |
| 4 | RD Congo | 6  | 6  | 12 | 10 | Africa de Sud    | 2 | 3 | 5  | 16 | Togo     | 0 | 1 | 1 |
| 5 | Algeria  | 5  | 2  | 7  | 11 | Coasta de Fildeș | 2 | 2 | 4  | 17 | Zambia   | 0 | 1 | 1 |
| 6 | Camerun  | 5  | 1  | 6  | 12 | Congo            | 1 | 0 | 1  | 18 | Zimbabwe | 0 | 1 | 1 |

## Semifinale
| Națiune | Club Sportiv | Apariții | Prima oară | Ultima oară |
| ------- | ------------ | -------- | ---------- | ----------- |

| Națiune | Club Sportiv | Apariții | Prima oară | Ultima oară |
| ------- | ------------ | -------- | ---------- | ----------- |

| Egipt                     | Al Ahly          | 20 | 1981 | 2024 |
| Republica Democrată Congo | Mazembe          | 13 | 1967 | 2024 |
| Egipt                     | Zamalek          | 10 | 1984 | 2020 |
| Maroc                     | Wydad            | 9  | 1992 | 2023 |
| Guineea                   | Hafia            | 6  | 1969 | 1978 |
| Maroc                     | Raja             | 6  | 1989 | 2020 |
| Camerun                   | Canon            | 5  | 1971 | 1987 |
| Africa de Sud             | Mamelodi         | 5  | 2001 | 2024 |
| Nigeria                   | Enugu Rangers    | 4  | 1975 | 1982 |
| Algeria                   | Sétif ES         | 4  | 1988 | 2022 |
| Tunisia                   | Étoile           | 4  | 2004 | 2017 |
| Maroc                     | Rabat FAR        | 3  | 1968 | 1988 |
| Tunisia                   | Sfaxien          | 3  | 1996 | 2014 |
| Algeria                   | Alger USM        | 3  | 2003 | 2017 |
| Guineea                   | Kaloum Star      | 2  | 1970 | 1981 |
| Camerun                   | Union Douala     | 2  | 1979 | 1980 |
| Republica Democrată Congo | Dragons          | 2  | 1980 | 1985 |
| Algeria                   | Oran MC          | 2  | 1989 | 1994 |
| Camerun                   | Coton Sport      | 2  | 2008 | 2013 |
| Ghana                     | Real Republicans | 1  | 1964 | -    |
| Mali                      | Real Bamako      | 1  | 1966 | -    |
| Mali                      | Djoliba          | 1  | 1967 | -    |
| Kenya                     | Leopards         | 1  | 1968 | -    |
| Uganda                    | Simba            | 1  | 1972 | -    |
| Camerun                   | Léopards         | 1  | 1973 | -    |
| Republica Congo           | CARA Brazzaville | 1  | 1974 | -    |
| Tanzania                  | Simba            | 1  | 1974 | -    |
| Zambia                    | Mufulira         | 1  | 1977 | -    |
| Nigeria                   | Insurance        | 1  | 1980 | -    |
| Senegal                   | Diaraf           | 1  | 1983 | -    |
| Coasta de Fildeș          | Africa Sports    | 1  | 1986 | -    |
| Tunisia                   | Africain         | 1  | 1991 | -    |
| Uganda                    | Express          | 1  | 1995 | -    |
| Zimbabwe                  | Dynamos          | 1  | 2008 | -    |
| Nigeria                   | Sunshine         | 1  | 2012 | -    |
| Zambia                    | ZESCO            | 1  | 2016 | -    |
| Africa de Sud             | Kaizer Chiefs    | 1  | 2021 | -    |

| Tunisia                   | Espérance Tunis | 15 | 1994 | 2024 |
| Ghana                     | Asante Kotoko   | 10 | 1967 | 1993 |
| Coasta de Fildeș          | Mimosas         | 8  | 1971 | 2006 |
| Sudan                     | Al Hilal        | 7  | 1966 | 2015 |
| Zambia                    | Nkana           | 6  | 1983 | 1994 |
| Egipt                     | Ismaily⁠(d)      | 5  | 1969 | 2003 |
| Algeria                   | Kabylie         | 5  | 1981 | 2010 |
| Ghana                     | Hearts of Oak   | 4  | 1972 | 2000 |
| Republica Democrată Congo | Vita Club       | 4  | 1973 | 2014 |
| Nigeria                   | Heartland       | 4  | 1988 | 2009 |
| Nigeria                   | Enyimba         | 4  | 2003 | 2011 |
| Togo                      | Étoile Filante  | 3  | 1968 | 1977 |
| Africa de Sud             | Orlando         | 3  | 1995 | 2013 |
| Camerun                   | Oryx Douala     | 2  | 1964 | 1966 |
| Egipt                     | El Mahallah     | 2  | 1974 | 1975 |
| Senegal                   | Jeanne d'Arc    | 2  | 1974 | 2004 |
| Senegal                   | US Gorée        | 2  | 1979 | 1985 |
| Nigeria                   | Shooting        | 2  | 1984 | 1996 |
| Angola                    | Petróleos       | 2  | 2001 | 2022 |
| Etiopia                   | Cotton Factory  | 1  | 1964 | -    |
| Mali                      | Stade Malien    | 1  | 1964 | -    |
| Coasta de Fildeș          | Stade d'Abidjan | 1  | 1966 | -    |
| Etiopia                   | Saint George    | 1  | 1967 | -    |
| Ghana                     | Great Olympics  | 1  | 1971 | -    |
| Kenya                     | East African    | 1  | 1973 | -    |
| Kenya                     | Tusker          | 1  | 1973 | -    |
| Algeria                   | Alger MC        | 1  | 1976 | -    |
| Republica Democrată Congo | Motema Pembe    | 1  | 1979 | -    |
| Republica Democrată Congo | Lupopo          | 1  | 1982 | -    |
| Togo                      | Semassi         | 1  | 1984 | -    |
| Camerun                   | Tonnerre        | 1  | 1989 | -    |
| Uganda                    | Villa           | 1  | 1991 | -    |
| Ghana                     | Ashanti Gold    | 1  | 1997 | -    |
| Libia                     | Al Ittihad      | 1  | 2007 | -    |
| Nigeria                   | Kano Pillars    | 1  | 2009 | -    |
| Sudan                     | Al Merreikh     | 1  | 2015 | -    |
| Angola                    | Primeiro Agosto | 1  | 2018 | -    |